# Sematophyllum restitutum
Sematophyllum restitutum là một loài Rêu trong họ Sematophyllaceae. Loài này được (Hampe) Paris miêu tả khoa học đầu tiên năm 1898.